# اعتماد جسدي
يشير الاعتماد الجسدي (بالإنجليزية: Physical dependence)‏ إلى الحالة الناتجة عن الاستخدام المزمن للدواء، مما يؤدي إلى تحمل المادة المعتمد عليها، كما يؤدي إلى ظهور الأعراض الجسدية السلبية عند التوقف المفاجئ عن استخدام المادة أو تخفيف الجرعة.
ويختلف الاعتماد الجسدي عن الإدمان.

## روابط خارجية
- National Institutes of Health MedlinePlus Encyclopedia